# Regiões autónomas de Portugal

Região Autónoma dos Açores.

Região Autónoma da Madeira.

Em Portugal, uma região autónoma é uma parcela do território nacional que, pelas suas características específicas, foi dotada de um estatuto político-administrativo e de órgãos de governo próprios.
A assembleia legislativa e o governo regional são os órgãos do governo próprios de cada região. A assembleia legislativa é eleita por sufrágio universal directo e secreto, pelo método da representação proporcional, com o número de mandatos de cada concorrente determinado pelo método de Hondt.
As regiões autónomas portuguesas são constituídas pelos arquipélagos dos Açores e da Madeira, que juntas representam 3,6% da superfície do território nacional, ou seja 3.134 km² dos 92.145 km² do todo nacional, e 4,6% da população portuguesa, ou seja 492.773 dos 10.637.713 habitantes que formam Portugal no seu conjunto.

## Administração
A soberania da República é representada nas Regiões Autónomas por um representante da República, cuja nomeação e exoneração compete em exclusivo ao presidente da República. Este cargo foi criado pela sexta revisão da Constituição da República, a qual extinguiu o cargo de ministro da República, substituindo-o por esta nova figura.
O presidente do governo regional é nomeado pelo representante da República, de acordo com os resultados eleitorais para a Assembleia Legislativa. O cargo de presidente de Governo Regional da Madeira é hoje assumido pelo social democrata Miguel Albuquerque, enquanto nos Açores o cargo compete ao social democrata José Manuel Bolieiro.